# Nadia – The Secret of Blue Water – The Movie
Nadia – The Secret of Blue Water – The Movie (jap. ふしぎの海のナディア 劇場用オリジナル版, Fushigi no Umi no Nadia: Gekijōyō Originaru-ban) ist ein Anime-Film aus dem Jahr 1991, der auf der Fernsehserie Die Macht des Zaubersteins aufbaut. Das Werk lässt sich in die Genre Science Fiction und Abenteuer einordnen.

## Handlung
Drei Jahre nach den Ereignissen um die Nautilus und Neu-Atlantis lebt Jean als Erfinder in Frankreich in Le Havre und Nadia als auszubildende Journalistin in London. Dann lösen sich immer wieder wichtige Politiker und Militärs weltweit buchstäblich in Luft auf und am Strand vor Jeans Haus findet er ein Mädchen, Fuzzy, das an Gedächtnisschwund leidet. Als Nadia Unterlagen in die Hände fallen, die das Rätsel der verschwundenen Menschen lösen sollen, schickt sie Teile davon zu Jean. Aus den Akten erschließt sich, dass Menschen in wichtigen Positionen weltweit durch Roboter ersetzt wurden, die wegen einer Fehlfunktion verdampfen können. Kurz darauf wird sie jedoch von einer geheimnisvollen Organisation gefangen. Dort erfährt sie von deren Anführer Giegar, dass dieser mittels der Roboter einen Weltkrieg auslösen will, um danach die zerstörte Welt unter seiner Herrschaft zu einen. Dazu arbeitet er mit Dr. Whola zusammen, der die Schaffung künstlichen Lebens erforscht und so Roboter erzeugt. Seine Tochter ist Fuzzy, die vor ihm floh.
Zur gleichen Zeit tauchen Grandis, Hanson und Sanson bei Jean auf und bringen Fuzzy zu Giegars Männern, da sie glauben, Jean hätte sie entführt. Doch beim Austausch, die Übergabe Fuzzys sollte bezahlt werden, wird ihnen klar, dass Giegar sie reingelegt hat. Dennoch geraten Jean und Fuzzy zunächst in Giegars Hände, der sich der Technik von Atlantis bedient. Doch können Grandis, Hanson und Sanson Jean und Nadia retten. Nun machen sie sich zu der Insel auf, die Giegars Hauptquartier ist, um den drohenden Weltkrieg zu verhindern und Fuzzy zu retten.
Auf der Insel kommt es schließlich zum Aufeinandertreffen von Giegar, Nadia, Jean, Fuzzy und Dr. Whola, der offenbart, dass Fuzzy nicht seine wahre Tochter ist, sondern auch nur ein Roboter und er sie daher nicht liebt. Doch als Giegar sie alle erschießen will, rettet sie ihm das Leben. Schließlich lehnt auch er sich gegen Giegar auf und zerstört dessen Hauptquartier, sodass alle Roboter verdampfen und der Weltkrieg abgewendet ist. Doch stirbt dabei auch er und auch Fuzzy löst sich bei der Flucht von Jean, Nadia, Grandis, Hanson und Sanson von der Insel in Luft auf.

## Produktion und Veröffentlichung
Der Film wurde 1991 durch das Studio Seiei Animation unter der Regie von Sho Aono produziert. Das Charakterdesign entwarfen Kouichi Takada und Yoshiyuki Sadamoto und die künstlerische Leitung übernahm Masanori Kikuchi.
Der Film wurde auf Englisch durch The Anime Network ausgestrahlt und unter anderem auch ins Französische und Italienische übersetzt. Eine deutsche Fassung erschien 2006 bei OVA Films.

### Synchronisation
Die deutsche Synchronisation wurde angefertigt durch das Studio Circle of Arts.
| Rolle          | Japanischer Sprecher (Seiyū) | Deutscher Sprecher       |
| -------------- | ---------------------------- | ------------------------ |
| Nadia          | Yoshino Takamori             | Beate Pfeiffer           |
| Jean           | Noriko Hidaka                | Hubertus von Lerchenfeld |
| Gieger         | Chikao Ōtsuka                | Michael Schwarzmaier     |
| Grandis Granva | Kumiko Takizawa              | Martina Duncker          |
| Hanson         | Toshiharu Sakurai            | Jan Koester              |
| Sanson         | Ken’yū Horiuchi              | Oliver Mink              |
| Fuzzy          | Tsukasa Itō                  | Gabrielle Pietermann     |

### Musik
Die Musik des Films wurde komponiert von Shiro Sagisu. Der Vorspanntitel ist A Smile Will Someday… von Satomi Matsushita und das Abspannlied ist My Precious Trick Star von Silk.